# Diócesis de Tucci
La Sede titular de Tucci es una Diócesis titular católica.

## Historia
La Diócesis de Tucci (Martos) data del siglo II, siendo creada en el año 250 aprox. al suprimirse la Diócesis de Iliturgi. En 715 es suprimida y creada Sede Episcopal titular de Tucci.

## Episcopologio

### Diocesanos
- San Camerino (Mencionado en el Concilio de Elvira)
- Velato (h. 589-590)
- Agapio (h. 610-612)
- Fidencio (h. 619-633)
- Guda (h. 638)
- Vicente (h. 653)
- San Sisebado (h. 681-693)
- Hostegesis (Usurpador) (862)
- Cipriano (Desconocida)

### Titulares
- Paul Hisao Yasuda (5 de febrero de 1970 - 15 de noviembre de 1978, nombrado, arzobispo de Osaka)
- Ramón B. Villena (16 de marzo de 1982 - 17 de agosto de 1985, nombrado, obispo de Bayombong)
- Stanislaw Kedziora (11 de marzo de 1987- 25 de diciembre de 2017+)
- Juan Manuel Muñoz Curiel OFM, (2 de febrero de 2018)